# Bunzac
Bunzac är en kommun i departementet Charente i regionen Nouvelle-Aquitaine i västra Frankrike. Kommunen ligger  i kantonen La Rochefoucauld som ligger i arrondissementet Angoulême. År 2022 hade Bunzac 453 invånare.

## Befolkningsutveckling
Antalet invånare i kommunen Bunzac
Referens:INSEE